# Кларк, Дэвид (археолог)
Дэвид Кларк (англ. David Leonard Clarke; 3 ноября 1937, Кент, Великобритания — 27 июня 1976 Кембридж) — британский археолог, один из основоположников процессуальной археологии. Доктор (1964), профессор Кембриджского университета.

## Биография
Образование приобрел в Кембриджском университете, где получил диплом бакалавра в 1959 году, докторскую степень в 1964 году.
Наиболее значимой работой Дэвида Кларка является изданная в 1968 году книга «Аналитическая археология» (англ. Analytical Archaeology), в которой он указывает на целесообразность использования в археологии статистического анализа, компьютерного моделирования, а также показывает на полезность заимствования в археологию достижений сравнительной антропологии, теории систем и др. Кроме этого Кларк в своих работах настаивал на том, что археология помимо простого сбора информации должна пытаться ответить на фундаментальные вопросы о древних народах, в частности объяснять, почему в древности происходили те или иные изменения в обществе. В шестидесятые годы такой подход стал называться «новой археологией», за него также выступали археологи Льюис Бинфорд из США и Колин Ренфрю. Впоследствии после смерти Кларка подход получил современное название «процессуальная археология». Взгляды Кларка оказали очень большое влияние на мировоззрение археологов того времени и коренным образом преобразовали археологическую науку.
Трагически погиб 27 июня 1976 года в возрасте 38 лет от неожиданно развившегося тромба.